# Doseone

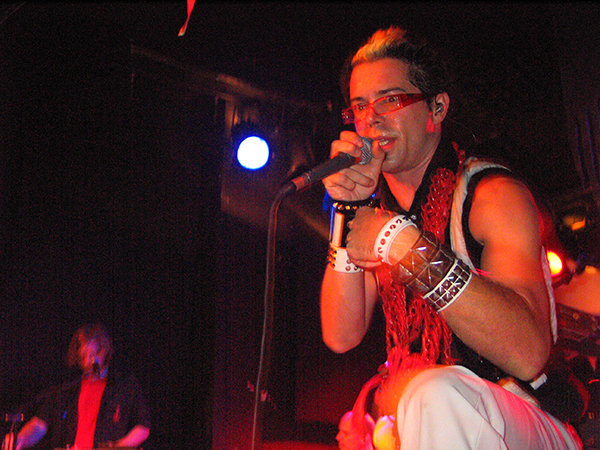
Doseone bei einem Auftritt

Doseone (* 17. April 1977 in Nampa, Idaho; bürgerlicher Name Adam Drucker) ist ein US-amerikanischer Rapper. Er ist einer der Gründer des Labels Anticon sowie Mitglied von Themselves und Deep Puddle Dynamics. Die Schreibweise seines Künstlernamens variiert zwischen Doseone, Dose One und DoseOne.

## Leben
Doseone fing auf dem College in Cincinnati an, ernsthaft zu rappen und Musik zu produzieren. Lokal machte er sich als Freestyle-Rapper einen Namen, so trat er beispielsweise in der Finalrunde des örtlichen Scribble Jams gegen den damals noch recht unbekannten Eminem an. In der Schule lernte er Why? (Yoni Wolf) kennen und sie gründeten 1998 zusammen die Band Greenthink. Unter diesem Namen erschienen zwei Alben (It’s Not Easy Being ... (1998) und Blindfold (1999)) in Eigenregie. Danach schloss sich Odd Nosdam (David Madson) der Gruppe an und der Projektname wurde 1999 in cLOUDDEAD umgeändert.
Im selben Jahr wurde die Gruppe Deep Puddle Dynamics (etwa mit Sole, Alias und Slug) gegründet und um deren Debütalbum The Taste of Rain ... Why Kneel? zu veröffentlichen ebenfalls das Label Anticon. Unter den Musikern, die an dem Album mitarbeiteten befand sich unter anderem auch der Produzent und Rapper Jel (Jeff Logan), mit dem Doseone sich zusammentat und das Duo Themselves formte. Ein Großteil der Gründungsmitglieder von Anticon, darunter auch Doseone und Jel, zogen in den folgenden Jahren nach Oakland, Kalifornien, um dort zusammenzuarbeiten.
2001 lernte Doseone den Musiker Dax Pierson kennen. Zusammen mit Jel, Jordan Dalrymple, Marty Dowers und Alexander Kort gründeten sie die Alternative-Hip-Hop-Gruppe Subtle.
Auf einer Themselves-Tour 2003 kam es zu einem Treffen mit der deutschen Indie-Band The Notwist. Es stellte sich heraus, dass beide Gruppen die Musik der jeweils anderen schätzten und das gemeinsame Projekt 13&God wurde gegründet.
Neben seiner Tätigkeit als Musiker ist Doseone auch als Maler, Dichter und Animationskünstler aktiv. So gestaltete er mehrere Albencover von eigenen Werken und von Alben anderer Anticon-Künstler. Außerdem veröffentlichte er 2007 das Spoken-Word-Album Soft Skulls, auf dem er einige seiner Gedichte vorträgt.

## Diskografie

### Soloalben
- 1998: Hemispheres
- 1999: Slow Death (The Permanent Cry)
- 2005: Ha (A Purple 100)
- 2007: Skeleton Repelent
- 2012: G Is for Deep (Anticon)

### Live-Alben, Hörbücher und Spoken-Word-Alben
- 2003: The Pelt (A Purple 100)
- 2007: Soft Skulls
- 2009: Be Evil[2]

### Greenthink
- 1998: It’s Not Easy Being ...
- 1999: Blindfold[3]

### Deep Puddle Dynamics
→ siehe Deep Puddle Dynamics

### cLOUDDEAD
- 2001: cLOUDDEAD (Big Dada)
- 2004: Ten (Mush Records)[4]

### Themselves
→ siehe Themselves

### 13&God
→ siehe 13&God

### Subtle
- 2003: A New White (Lex Records)
- 2006: For Hero: For Fool (Lex Records)
- 2008: Exiting Arm (Lex Records)[5]